# Brian Randle
Pour les articles homonymes, voir Randle.
Brian Randle, né le 8 février 1985 à Peoria en Illinois, est un joueur puis entraîneur américain de basket-ball.

## Biographie
En janvier 2017, Randle signe un contrat jusqu'à la fin de la saison avec l'Hapoël Jérusalem.